# Alexander Lambsdorff

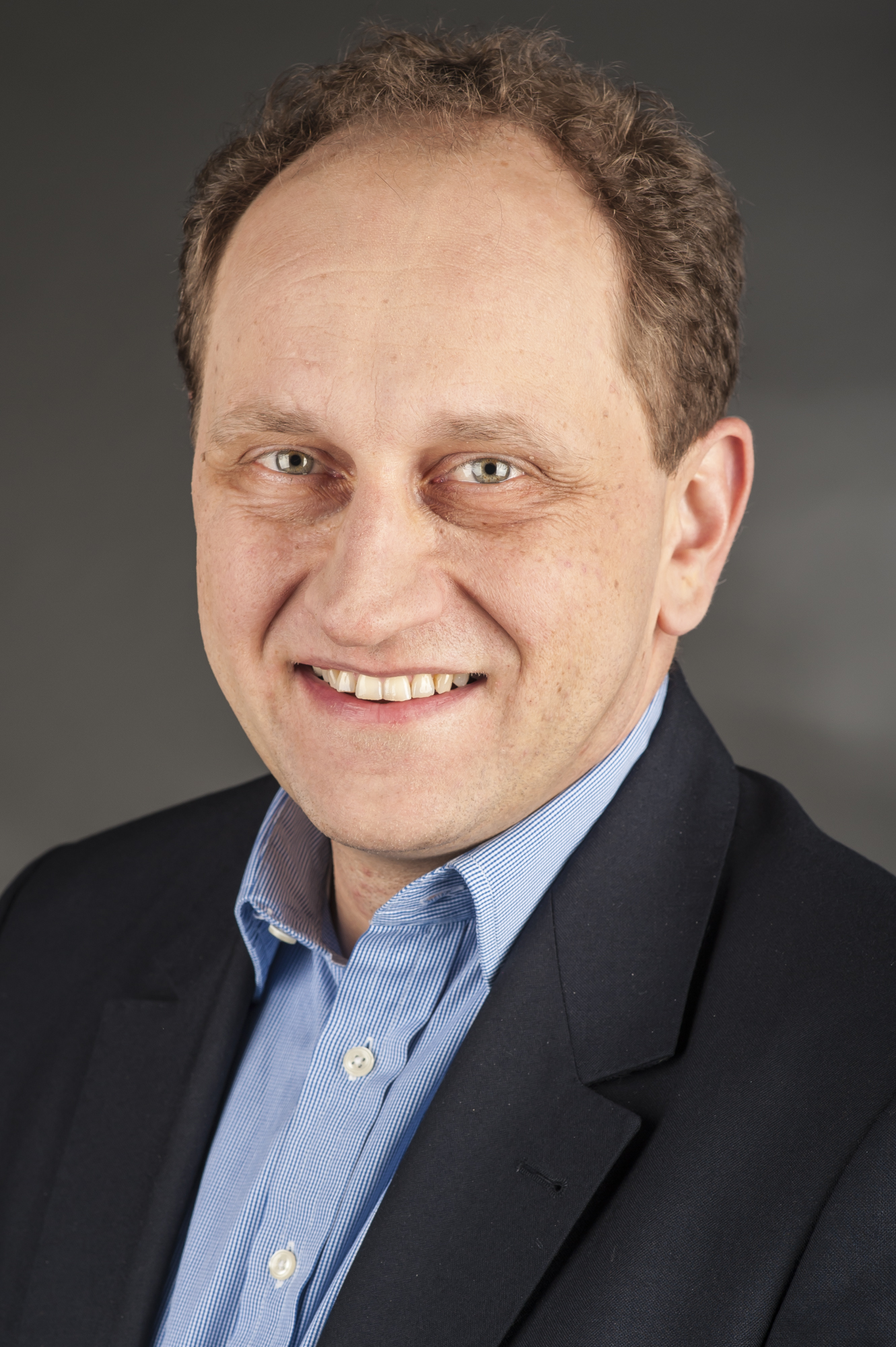
Alexander Graf Lambsdorff

Alexander Sebastian Léonce von der Wenge Graf Lambsdorff (Keulen, 5 november 1966) is een Duits politicus en een lid van de Bondsdag namens de Freie Demokratische Partei.
Lambsdorff studeerde geschiedenis en trad in 1995, in de voetsporen van zijn vader, in diplomatieke dienst.
Bij de verkiezingen voor het Europees Parlement in 2004 werd Lambsdorff gekozen tot lid van het parlement. Hij sloot zich aan bij de Partij van de Alliantie van Liberalen en Democraten voor Europa en was van 2012 tot 2017 ondervoorzitter van de liberale parlementsfractie ALDE. In het Europees Parlement hield hij zich met name bezig met Buitenlandse Zaken.
Lambsdorff trad op 23 oktober 2017 af als lid van het Europees Parlement als gevolg van zijn verkiezing tot lid van de Bondsdag bij de Duitse Bondsdagverkiezingen van 2017.
Lambsdorff is getrouwd met ingenieur Franziska von Klitzing met wie hij twee dochters heeft. Hij is een lid van de (voormalig adellijke) familie Von der Wenge Lambsdorff en een zoon van de Duitse ambassadeur Hagen von der Wenge Graf Lambsdorff (1935) en de juriste Ruth Graefe. Zijn vader is een broer van de Duitse politicus en minister Otto Lambsdorff (1926-2009).
- Gemeinsame Normdatei: 114961522
- International Standard Name Identifier: 0000 0000 7327 6244
- Library of Congress Control Number: no2009195121
- Nationale Bibliotheek van Polen: a0000002666575
- Nederlandse Thesaurus van Auteursnamen: 135455952
- Réseau des bibliothèques de Suisse occidentale: 02-A003491700
- Système universitaire de documentation: 159707854
- Virtual International Authority File: 20398310
- WorldCat: E39PBJrKXKgMxWyCftpf9Thj4q